# 원선필
원선필(1994년 8월 6일~)은 대한민국의 핸드볼 선수로 포지션은 피벗이다. 현재 핸드볼코리아리그 광주도시공사 여자 핸드볼단 소속으로 활동하고 있다. 2014년 아시안 게임에 참가하여 금메달을 획득하였고. 2020년 하계 올림픽에도 참가하였다.

## 선수 경력
황지정보산업고등학교 핸드볼 부 소속이였던 그녀는 2013년 여자핸드볼 신인드레프트에 참가하여 1라운드에서 인천시청 여자 핸드볼단에 선발되었다. 그녀가 속한 인천시청은 2014시즌에 우승을 하였다. 이후 2019년 11월 자유계약신분이였던 그녀는 광주도시공사 여자 핸드볼단에 입단하였다. 2020-2021 시즌 그녀는 78골, 28도움, 11스틸, 26블록슛, 공격포인트 106개를 기록하며 SK핸드볼 코리아리그 여자부 베스트7에 선정되었다. 2021-2022 시즌에는 55득점 17도움 21블록슛을 기록하며 팀의 통합 준우승에 기어했으며 2연속으로 베스트7에 선정되었다.

## 국가대표 경력
2013년 세계 여자 핸드볼 선수권 대회에 대표팀에 처음으로 발탁되었고 도미니카 공화국과의 조별예선 후반전에서 교체선수로 나와 5골을 기록하였다. 
2014년 세계 주니어 여자 핸드볼 선수권 대회에 대표팀에 발탁되었으며 선수단 투표로 대표팀 주장을 맡았다. U-20 대표팀은 결승전에서 러시아를 34-27로 이기며 대회 첫 우승을 하였고. 그녀는 베스트7에 선정되었다. 대한민국 인천광역시에서 열리는 2014년 아시안 게임에도 대표팀으로 발탁되었다. 일본과의 결승전에서 29-19로 이기며 금메달을 획득하였다.
2015년에는 대한민국 광주광역시에서 열린 2015년 하계 유니버시아드 대표팀에 발탁되었다. 대한민국팀은 결승까지 진출했으며, 러시아와의 결승전에서 36-38로 패배하며 은메달을 획득하였다.
2021년에는 2020년 하계 올림픽에 대표팀으로 발탁되었다. 조별리그 4위를 하며 8강전에 진출하였으나 스웨덴에게 패배하며 대회를 마무리 했다.
2022년 대한민국 서울특별시에서 열린 아시아 핸드볼 선구권 대회 대표팀에 발탁되었다. 결승전에서 일본을 상대로 역전승을 하며 우승했다.

## 수상 내역
- 2014 세계 주니어 여자 핸드볼 선수권 대회 우승 & 베스트7
- 2014 아시안 게임 여자 핸드볼 금메달
- 2021 SK핸드볼 코리아리그 여자부 베스트7